# Vilejka rajon
Vilejka rajon (belarusiska: Вілейскі раён) är ett distrikt i Belarus. Huvudort är Vilejka. Det ligger i voblasten Minsks voblast, i den norra delen av landet, 70 km norr om huvudstaden Minsk. Vilejka Rajon ligger vid Vilejkareservoaren.